# I fratelli Skladanowsky
I fratelli Skladanowsky (Die Gebrüder Skladanowsky) è un film del 1995 scritto e diretto da Wim Wenders.

## Trama
Il film per metà è un documentario-intervista da parte di Wim Wenders alla figlia ormai anziana di uno dei fratelli Skladanowsky, e questa parte è mantenuta in versione originale tedesco sottotitolato in italiano. L'altra metà del film è fiction, muta in bianco e nero come se fosse un filmato d'epoca: Udo Kier vi interpreta uno dei fratelli, ma la sua voce si sente solo fuori campo come narratore.

## Distribuzione

### Data di uscita
- Germania: 28 novembre 1995
- Francia: 29 gennaio 1997
- Singapore: 6 aprile 1997 (Singapore International Film Festival)
- Grecia: 16 novembre 2006 (Thessaloniki International Film Festival)
- Finlandia: 24 giugno 2009 (DVD premiere)

## Riconoscimenti
- 1996 - Day of the German Short Film
  - Premio Friedrich Wilhelm Murnau a Wim Wenders (per la prima parte del film: 15 min)